# Thalész (krétai költő)
Plutarkhosz által említett ókori görög költő és törvényhozó, akivel Lükurgosz Krétán találkozott. Valódi léte nem bizonyított. Plutarkhosz leírja, hogy Thalész rendkívül hazafias ódákat írt, ezért Lükurgosz, mikor a spártaiak leendő alkotmányát megálmodta, mielőtt hazatért volna, maga előtt küldte Thalészt, hogy ódáival készítse elő a spártaiak szívét. Plutarkhosz céloz arra is, hogy Thalész törvényhozó is volt, de Thalész jelentősége az írói szándéknak megfelelően elsikkad a főhős, Lükurgoszé mellett. Arról már nem is történik említés, hogy Lükurgosz, visszatérvén Spártába, találkozott-e vele.